# هنوشي (الريف الغربي)
هنوشي (بالفارسية: حنوشی) هي منطقة سكنية تقع في إيران في قسم الريف الغربي الريفي. يقدر عدد سكانها بـ 120 نسمة بحسب إحصاء 2016.